# Llac Chungará
El llac Chungará és un llac situat a la Província de Parinacota, Regió d'Arica i Parinacota, a l'extrem nord de Xile.

## Nom
El nom Chungará o Chungara deriva de la llengua aimara i té diversos significats diferents: Chunka, un tipus de mata o molsa més el sufix ra que significa "cobert per"; però aquest significat sembla haver caigut en desús. Un segon significat és Chunkha "barba" que juntament amb el sufix significa "barba" i fa referència al mite d'un home amb barba que va arribar a la zona i va destruir una comunitat amb foc.

## Descripció
És un dels més alts del món amb una altitud de 4570 metres sobre el nivell del mar. La mida del llac és relativament modesta, la seva superfície és de només 21,5q. Km, i la profunditat màxima és de 33 metres. El llac està envoltat de cims nevats de muntanya per tots els costats.
Durant diversos anys, aquesta zona tranquil·la ha estat la llar de moltes espècies d’ocells rars. Aquí podeu veure les rares espècies d’ocells que estan a punt de desaparèixer, així com els flamencs rosats.En total, més de 130 espècies d’ocells i animals viuen al territori adjacent al llac. La flora d'aquesta zona també conté moltes espècies vegetals rares.